# یواس‌اس جی. ام. جوفی (آی‌دی-۱۲۷۹)
یواس‌اس جی. ام. جوفی (آی‌دی-۱۲۷۹) (به انگلیسی: USS J. M. Guffey (ID-1279)) یک کشتی بود که طول آن 292' 2" بود. این کشتی در سال ۱۹۰۲ ساخته شد.